# Eugénie Shakhovskaya
 (juin 2020).
Eugénie Mikhailovna Shakhovskaya (en russe : Евгения Михайловна Шаховская, née à Saint-Pétersbourg en 1889 et morte à Kiev en 1920) est une pionnière de l’aviation russe. Elle est la première femme pilote militaire, engagée durant la Première Guerre mondiale.

## Biographie
Eugénie Shakhovskaya a de naissance le titre de princesse, par des liens de parenté avec Nicolas II. Elle apprend à piloter à Gatchina avant de se perfectionner en Allemagne auprès de Vsevolod Abramovitch, et obtient son brevet de pilote en 1912 à Johannisthal (brevet no 274). Lors de la guerre italo-turque, elle postule auprès de l’armée italienne, sans succès. Abramovitch meurt dans un accident aérien en 1913, alors que Shakhovskaya est aux commandes ; se sentant coupable, elle décide d’arrêter de voler.
Elle s’intéresse cependant toujours à l’aviation, et finit par piloter à nouveau en 1914. Au début de la Première guerre mondiale et avec la permission du tsar, elle rejoint l’armée impériale au sein du premier escadron aérien avec le grade d’enseigne. Elle est stationnée à Kaunas, alors à la frontière allemande. Elle opère lors de reconnaissances aériennes ou de missions d’observation à partir de 1914, mais ses missions ne sont pas documentées. De plus, des rumeurs autour de ses relations avec des gradés, ainsi que ses liens amicaux liés avec des aviateurs allemands quelques années plus tôt, la font suspecter de trahison ou d’espionnage,. Shakhovsakaya est alors arrêtée et condamnée à mort, mais sa peine est commuée en détention à vie, soit parce qu’elle était enceinte à ce moment, soit par intervention du tsar.
Elle est libérée par les troupes bolchéviques en 1917 et rejoint Kiev, où elle travaille à la Tchéka. À cette époque, elle souffre d’addiction à la morphine, et elle serait morte en 1920 lors d’un échange de tirs accidentel entre collègues, sous l’emprise de drogues ou d’alcool,.
Selon d’autres sources, elle serait morte en France en 1933 dans un hospice, après avoir épousé un officier allemand en 1918.

## Sources
- (de) Cet article est partiellement ou en totalité issu de l’article de Wikipédia en allemand intitulé « Jewgenija Michailowna Schachowskaja » (voir la liste des auteurs).